# Coeliades
Genre
Le genre Coeliades regroupe des lépidoptères (papillons) de la famille des Hesperiidae et de la sous-famille des Coeliadinae présents en Afrique.

## Dénomination
Ils ont été nommés Coeliades par Hübner en 1818.
En anglais ils sont appelés Policemen.

## Liste des espèces
- Coeliades aeschylus (Plötz, 1884)
- Coeliades anchises (Gerstaecker, 1871); sur la côte est de l'Afrique.
  - Coeliades anchises  anchises
  - Coeliades anchises jucunda (Butler, 1881)
- Coeliades bixana Evans, 1940;
- Coeliades bocagii (Sharpe, 1893)
- Coeliades chalybe (Westwood, 1852) au Sénégal et en Ouganda.
  - Coeliades chalybe chabyle
  - Coeliades chalybe immaculata Carpenter, 1935;
- Coeliades ernesti (Grandidier, 1867); à Madagascar.
- Coeliades fervida (Butler, 1880); à Madagascar.
- Coeliades fidia Evans, 1937; à Madagascar.
- Coeliades forestan (Stoll, [1782]) dans le sud de l'Afrique.
  - Coeliades forestan forestan
  - Coeliades forestan arbogastes (Guenee, 1863)à Madagascar.
- Coeliades hanno (Plötz, 1879) au Sénégal et dans l'ouest du Kenya.
- Coeliades keithloa (Wallengren, 1857)
  - Coeliades keithloa keithloa au Mozambique.
  - Coeliades keithloa kenya Evans, 1937; au Kenya.
  - Coeliades keithloa menelik (Ungemach, 1932) en Éthiopie.
  - Coeliades keithloa merua Evans, 1947; au Kenya.
- Coeliades libeon (Druce, 1875)
- Coeliades lorenzo Evans, 1947;
- Coeliades pisistratus (Fabricius, 1793)
- Coeliades rama Evans, 1937
- Coeliades ramanatek (Boisduval, 1833) à Madagascar.
  - Coeliades ramanatek ramatek
  - Coeliades ramanatek comorana Evans, 1937; aux Comores.
- Coeliades sejuncta (Mabille & Vuillot, 1891) sur la côte est de l'Afrique.

### Source
- (en) funet